# Alzamiento de Varsovia
El Alzamiento o Levantamiento de Varsovia (en polaco: powstanie warszawskie; en alemán:  Warschauer Aufstand) fue la mayor rebelión civil contra la Alemania nazi en la Segunda Guerra Mundial. Tuvo lugar durante la ocupación alemana de Varsovia, entre el 1 de agosto y el 2 de octubre de 1944. Fue planificado por el Armia Krajowa o Ejército Nacional, que representaba al gobierno constitucional en el exilio. Formaba parte de la llamada Operación Tempestad, cuyo objetivo era liberar Polonia antes de que lo hiciera la Unión Soviética. Las tropas polacas resistieron 63 días el asedio alemán, pero ante la falta de apoyo aliado, fueron superadas por las mucho mejor equipadas tropas alemanas. El final de la contienda se saldó con 250 000 civiles de Varsovia muertos, la mayoría ejecutados, y más del 85 % de los edificios de la ciudad destruidos.
Cuando empezó el Levantamiento, el Ejército Rojo se encontraba a decenas de kilómetros de la capital, y al llegar el 16 de septiembre solo debían cruzar el río Vístula para liberar Varsovia. Sin embargo, los soviéticos se detuvieron, lo que ha llevado a la mayoría de los historiadores a concluir que Stalin prefería que la sublevación fracasara, para poder gobernar Polonia con mayor facilidad durante los años de la Guerra Fría. Los soviéticos, por su parte, aseguraron que frenaron su avance por problemas de abastecimiento, ya que sus líneas de suministros estaban sobreextendidas desde la Operación Bagration.
Las bajas durante el Levantamiento de Varsovia fueron catastróficas. Aunque se desconoce el número exacto de víctimas, se estima que unos 16.000 miembros de la resistencia polaca murieron y unos 6.000 resultaron gravemente heridos. Además, entre 150.000 y 200.000 civiles polacos murieron, en su mayoría a causa de ejecuciones en masa. 

## Antecedentes
El descubrimiento en 1943 de la Masacre de Katyn, donde miles de oficiales polacos fueron asesinados por las fuerzas soviéticas, dañó de forma irreparable las relaciones entre la Unión Soviética y el gobierno polaco constitucional, exiliado en Londres desde 1939.
Al ir "liberando" el Ejército Rojo los países ocupados por Alemania, quedó claro para los polacos que Stalin no permitiría que se restableciera el mando democrático en su país. Preocupado, el gobierno de Polonia en el exilio ordenó a los generales del Armia Krajowa, el ejército de resistencia polaco, que intentara liberar Polonia antes que los soviéticos. Si bien este ejército no contaba con suficientes recursos para mantener el país, pensaban expulsar a los alemanes por un tiempo hasta la llegada de los Aliados.
El 13 de julio de 1944 los soviéticos llegaron a la antigua frontera polaco-soviética, y los generales del Armia Krajowa debieron decidir: luchar contra Alemania, a pesar de que no contaban con apoyo extranjero concreto y recursos suficientes, o esperar a la llegada del Ejército Rojo, sabiendo que la propaganda soviética había acusado al Armia Krajowa de cobardes colaboracionistas con los nazis. Además, los miembros del Armia Krajowa que participaron en el Levantamiento de Wilno (Vilna), habían sido ejecutados o enviados al Gulag soviético.
El 27 de julio, el gobernador nazi de Polonia, Hans Frank, mandó que 100.000 polacos se presentaran en distintos puntos de la ciudad para construir fortificaciones. El Armia Krajowa vio en ello un intento por desmembrar la resistencia y contraordenó que la decisión alemana no fuera acatada.
La propaganda soviética intensificó sus ataques contra la resistencia polaca, aseguraba que esta esperaba de brazos cruzados a que la Unión Soviética liberara Varsovia. Al mismo tiempo, radió mensajes a Polonia, urgiendo la necesidad de alzar el país y de cortar las líneas de comunicaciones alemanas.
El 29 de julio, las primeras tropas soviéticas llegaron a los suburbios de Varsovia, en la orilla del río Vístula para lo que se conocería como la batalla de Radzymin.
Preocupados de que se produjeran represalias contra la población civil por ignorar la orden del 27 de julio, los generales polacos decidieron adelantar el levantamiento y el 1 de agosto de 1944, el general Tadeusz Bór-Komorowski llamó a sus tropas a movilizarse.

## Fuerzas polacas

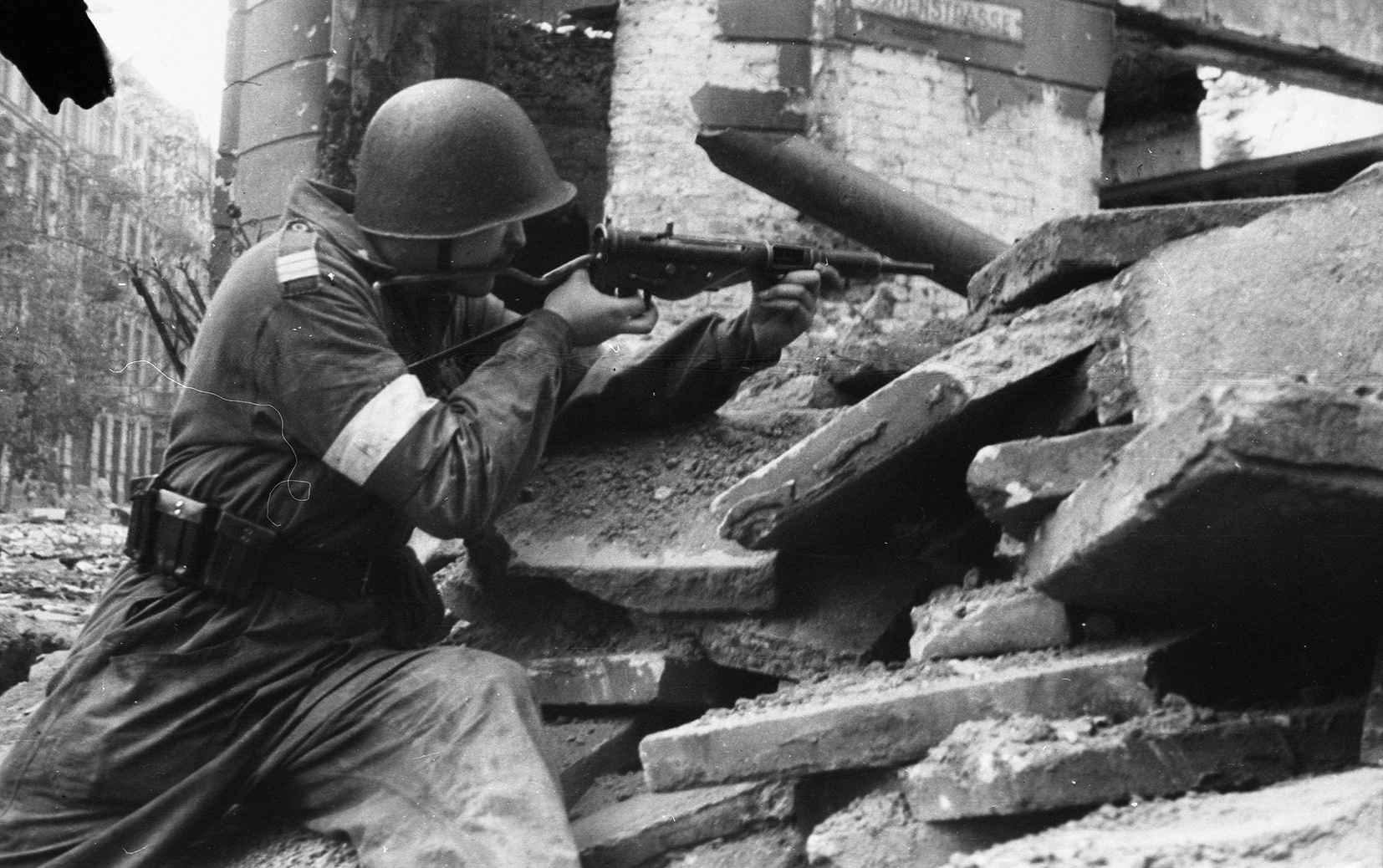
Alzamiento de Varsovia

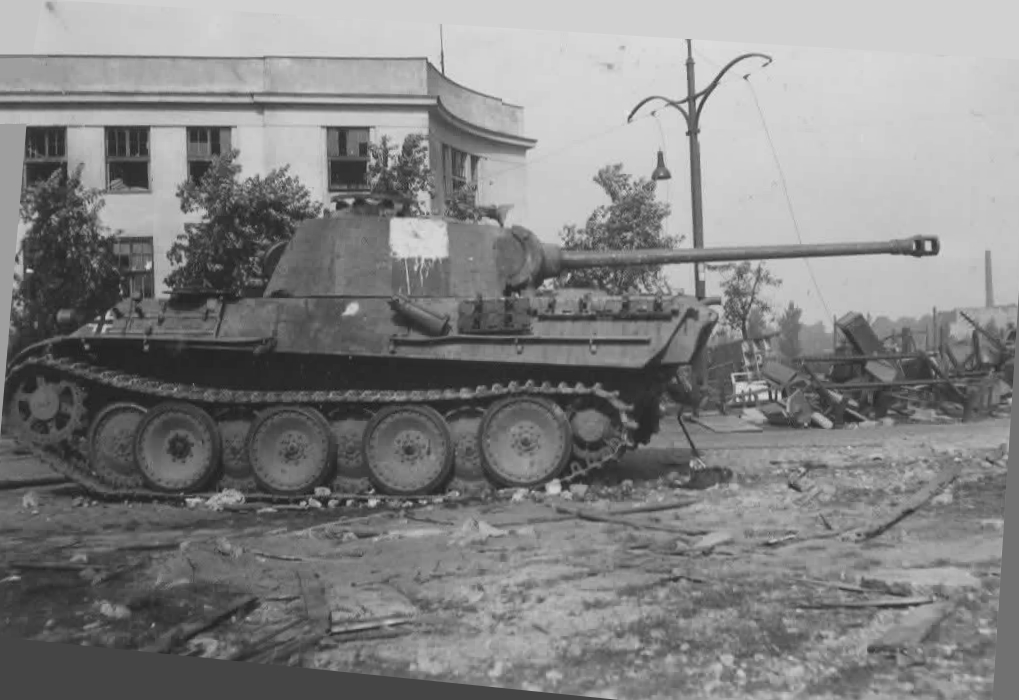
Alzamiento de Varsovia

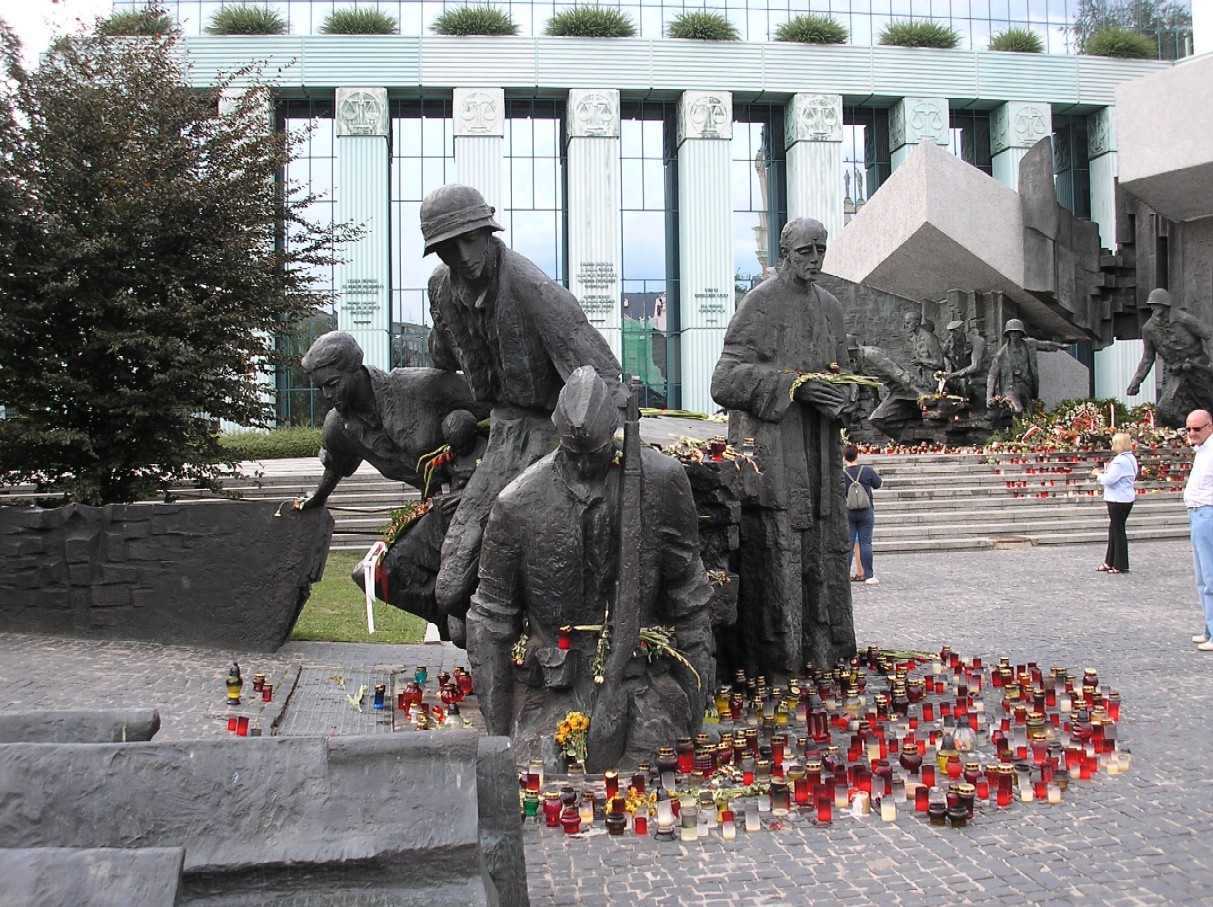
Monumento al Alzamiento de Varsovia.

El Ejército Territorial polaco contabilizaba 50 000 hombres, mujeres y niños. De estos, 23 000 eran veteranos, si bien la experiencia de muchos de ellos consistía en la lucha partisana ya que no eran soldados regulares. Debido a que la decisión de incluir a Varsovia en la Operación Tempestad fue a último momento, muchos miembros del Ejército Territorial se encontraban en otros frentes. Sin embargo, grupos partisanos independientes acudieron a la llamada de Varsovia. Entre estos se encontraban grupos de judíos que habían escapado del Gueto de Varsovia.
El general Antoni Chruściel, alias Monter, comandaba las fuerzas polacas, divididas en ocho áreas:
- Área I: Śródmieście, centro y ciudad antigua. Al este del gueto judío.
- Área II: Żoliborz, Bielany y Marymont. Norte de la ciudad.
- Área III: Wola. Oeste de la ciudad.
- Área IV: Ochota. Suroeste de la ciudad.
- Área V: Mokotów. Sur de la ciudad.
- Área VI: Praga Południe. En el norte de la orilla oriental del río Vístula.
- Área VII: Powiat Warszawski. Las conurbaciones de la ciudad y los alrededores.
- Grupo de sabotaje Kedyw.

El 20 de septiembre fueron reorganizadas en tres divisiones de infantería.
Para el alzamiento, el Ejército Territorial poseía los siguientes recursos:
- 1 000 fusiles
- 1.700 pistolas
- 300 pistolas automáticas
- 60 subfusiles
- 7 ametralladoras, incluyendo MG34 y MG42
- 35 armas antitanque, incluyendo PIATs
- 25 000 granadas.

Durante el alzamiento, los Aliados occidentales arrojaron armas sobre Varsovia. Sumando a esto el botín obtenido de los alemanes, se incrementó el armamento y hasta se obtuvieron vehículos blindados. En las fábricas se pudieron producir 300 pistolas automáticas, 150 lanzallamas, 40 000 granadas, muchos morteros y hasta un automóvil blindado.

## Fuerzas alemanas
Para el 1 de agosto de 1944, la guarnición alemana de Varsovia consistía en 10 000 soldados bajo el mando del general Rainer Stahel. Sumando a las tropas en la orilla oriental del río Vístula y los miembros de la policía y las SS presentes en Varsovia, la fuerza alemana total oscilaba entre 15 000 y 16 000 hombres, preparada durante meses para resistir en la ciudad, y se habían construido cientos de búnkeres de hormigón y muros con alambres de púas para proteger los edificios guardados por los alemanes. Además, otros 90 000 soldados se encontraban en regiones aledañas a la capital. Para el 23 de agosto combatían las siguientes unidades alemanes:
- Grupo de combate Rohr (comandado por el mayor general Rohr)
- Grupo de combate Reinefarth (comandado por el SS-Gruppenführer Reinefarth)
- Grupo de asalto Brigada Dirlewanger
- Grupo de asalto Reck (comandado por el Mayor Reck)
- Grupo de asalto Schmidt (comandado por el Coronel Schmidt)
- Guarnición de Varsovia (comandada por el teniente general Stahel)
- Varias unidades de apoyo que incluían a rusos, cosacos y azeríes. Entre los comandantes de este último grupo se destaca el colaborador ruso Mikhail Oktan.

## Inicio del levantamiento
El 1 de agosto, se inició la sublevación. Una polaca avisó a los alemanes de los planes clandestinos, y las tropas habían empezado a movilizarse para el alzamiento, si bien no contaban con ningún plan para hacerle frente. El levantamiento tuvo problemas desde el principio, ya que si bien el centro y la ciudad vieja fueron liberados, en Wola las tropas polacas sufrieron grandes bajas. En Mokotów, los alemanes aplastaron la insurgencia, mientras que en Praga, la alta concentración de fuerzas alemanas obligó a los insurgentes a regresar a sus escondites. El resultado fue lamentable, pues a pesar de que pudieron recuperar grandes zonas de la ciudad, los polacos quedaron imposibilitados de contactarlas entre sí.

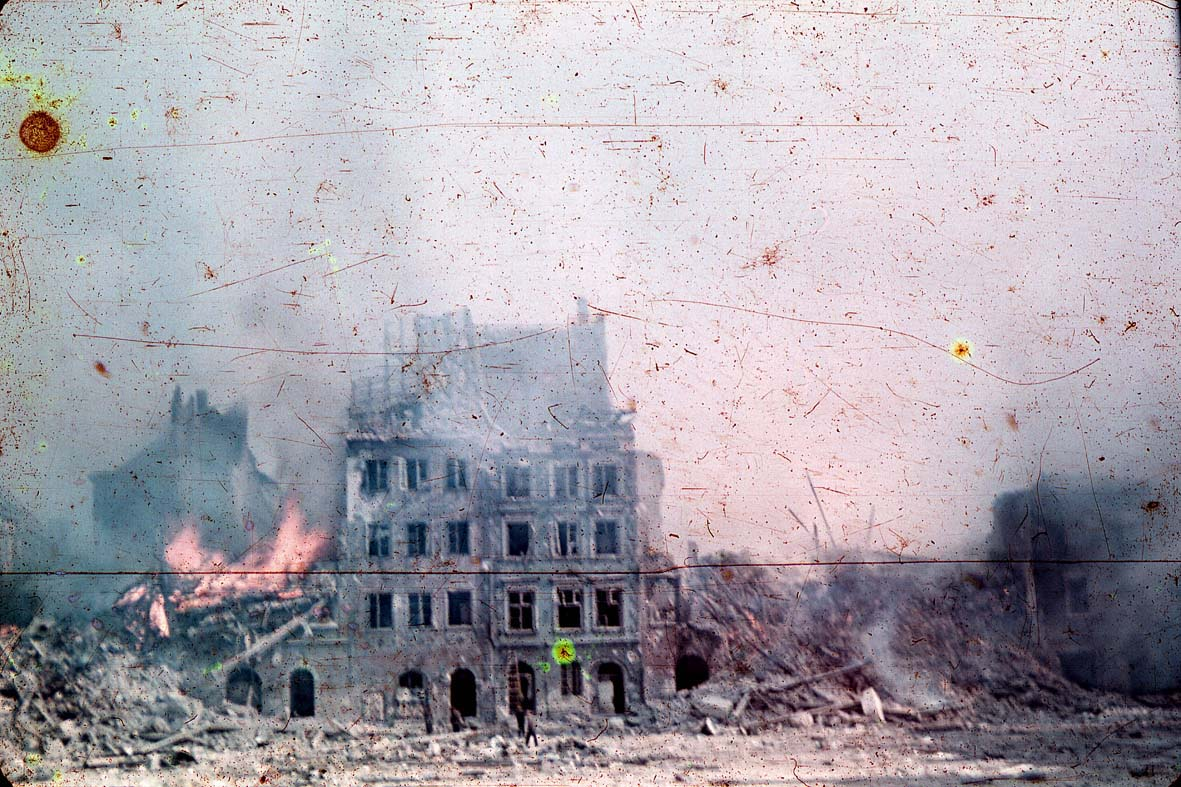
Alzamiento de Varsovia

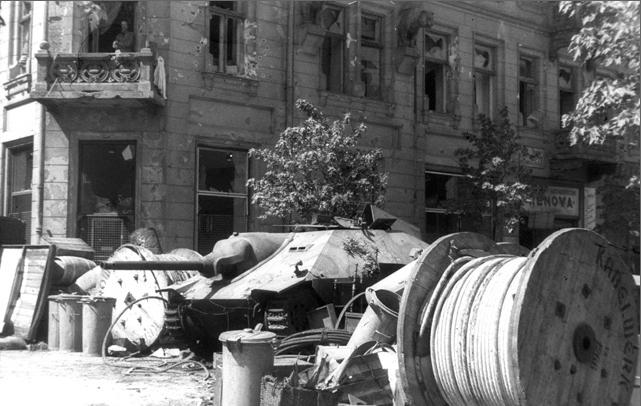
Barricada en la plaza Napoleón (actualmente Plac Powstańców), formada entre otras cosas por un cazatanques alemán capturado (Hetzer).

Al perder la iniciativa, adoptaron una actitud defensiva, a construir barricadas a lo largo de la ciudad. El 4 de agosto el Ejército Territorial ocupó la mayor cantidad de zonas. Ese día llegaron refuerzos alemanes al mando del SS-Obergruppenführer (general de ejército) Erich von dem Bach-Zelewski, que empezó a presionar para hacer contacto con las bolsas aisladas de alemanes. El 5 de agosto los insurgentes ocuparon las ruinas del gueto judío. Ese día, siguiendo las expeditivas órdenes de Hitler de «convertir la ciudad en un lago», el SS-Gruppenführer (teniente general) Heinz Reinefarth reunió y ejecutó a 40.000 civiles, en lo que se recuerda como la Matanza de Wola. El Alto Mando Alemán creía que si ejecutaban a todo capturado, la moral combatiente caería hasta su rendición. Sin embargo, fue contraproducente: cuando los insurgentes conocieron el destino que les aguardaba si eran capturados, su voluntad se incrementó, pues no tendrían opción. Los comandantes alemanes se dieron cuenta y, a finales de septiembre, pasaron a otorgar a los capturados el trato de prisioneros de guerra.
El 5 de agosto empezaron a llegar más tanques alemanes, con civiles polacos adheridos como escudos humanos. Después de dos días de intensos combates, los alemanes lograron cortar el distrito de Wola en dos y llegaron a la Plaza Bankowy.
Entre el 9 y el 18 de agosto se libraron batallas entre alemanes y polacos alrededor de la ciudad vieja y cerca de la plaza Bankowy. Los alemanes hicieron gala de las tácticas que utilizaron en la invasión de Polonia: bombardeo de la Luftwaffe sobre hospitales con banderas de la Cruz Roja, asesinato de médicos y enfermeras. Para finales de agosto los defensores de la ciudad vieja fueron vencidos. El 2 de septiembre, 5300 hombres y mujeres se batieron en retirada por las cloacas, que para entonces era un importante medio de comunicación de la insurgencia.
La llegada del supercañón Mörser-Gerät "Ziu" y de los bombarderos alemanes condenó a la destrucción a decenas de edificios de Varsovia. La resistencia polaca, sin artillería ni armas antiaéreas, observó impotente la demolición.

## Fin del levantamiento
El 10 de septiembre, las tropas soviéticas alcanzaron el margen oriental del Vístula y capturaron los suburbios al este de Varsovia. Emisarios del Ejército Territorial polaco se reunieron con los soviéticos y les propusieron formar un regimiento mixto. Sin embargo, agentes de la NKVD arrestaron a los emisarios y no hubo más conversaciones.

Mapa del Frente Oriental en 1944, donde se muestra que el frente no avanzó hacia Varsovia entre el 19 de agosto y el 25 de diciembre.

El Gobierno soviético justificó la falta de ayuda -que continúa siendo polémica- en el agotamiento del 2.º Frente Bielorruso frente a Varsovia, que sin embargo había sufrido solo un 28% de bajas al cruzar Bielorrusia y entrar en Polonia. Para sostener tal versión, el historiador militar David Glantz, sin negar el escaso interés de Stalin en apoyar la resistencia polaca, proporciona cifras y argumentos:
"La resistencia alemana en la región era probablemente suficiente para detener cualquier ataque soviético, al menos hasta mediados de septiembre. Por consiguiente, un avance soviético sobre Varsovia habría implicado una gran reorientación de esfuerzos militares desde Magnuszew en el sur –o, lo que es más realista, desde el eje de los ríos Bug y Narew en el norte- para reunir fuerza suficiente para penetrar en Varsovia. Incluso si hubiesen alcanzado Varsovia, la ciudad habría sido un lugar costoso de limpiar de alemanes y una posición inadecuada desde la cual lanzar una nueva ofensiva. [...]
El éxito estratégico de Bagration no llegó sin coste para los soviéticos. De las 2 331 000 tropas comprometidas en las operaciones Bielorrusa y Lublin-Brest, 178 507 fueron muertos o desaparecidos y 587 308 heridos. Además, 2957 tanques y cañones autopropulsados, como también 2447 cañones y morteros fueron perdidos en combate o por razones logísticas. Las bajas soviéticas en la operación L’vov-Sandomierz totalizaron 65 001 muertos o desaparecidos y 224 295 heridos, y significó la pérdida de otros 1269 tanques y cañones autopropulsados y 1832 cañones y morteros".
Contradiciendo lo anterior, en el diario del IX Ejército Alemán se encuentra esta anotación: «En contra de nuestras expectativas, el enemigo ha detenido su ofensiva a lo largo de todo el frente del IX Ejército».
El 26 de agosto, el general polaco Zygmunt Berling ordenó reanudar los ataques contra el 6.º Ejército Panzer, y poco a poco los alemanes fueron empujados hasta el sector Praga de Varsovia, para luego retirarse a la otra orilla del Vístula. 
El ejército «soviético» que intentó capturar Varsovia fue en realidad el 1.er Ejército Polaco, bajo órdenes de la Unión Soviética. La vanguardia de este ejército llegó hasta los sectores de Czerniaków y Powiśle, donde establecieron contacto con el Ejército Territorial. Pero sin apoyo aéreo ni adecuada cantidad de artillería, fueron obligadas a batirse en retirada. La falta de apoyo por parte del Ejército Rojo frustró los intentos de los dos ejércitos polacos de restablecer el enlace. El general Berling que mandaba el 1.er Ejército Polaco fue relevado, y su reemplazante ordenó suspender toda actividad ofensiva durante «por lo menos cuatro meses». Al parecer, Berling había ordenado un avance sin tener en cuenta las órdenes del Estado Mayor Central.
Tras las órdenes soviéticas algunos sospecharon que Stalin planeaba quedarse con el país; ya Polonia había sido invadida por la Unión Soviética el 17 de septiembre de 1939. Después de la Conferencia de Yalta (1945) fue anexionada, sovietizada y, los polacos del Alzamiento de Varsovia, aprisionados, ejecutados o exilados.
Los polacos entendieron que no podían esperar apoyo exterior, si bien continuaron la lucha con la esperanza de que la resistencia obligara a los alemanes a disminuir la dureza de las condiciones de rendición.

## Capitulación y eventos posteriores

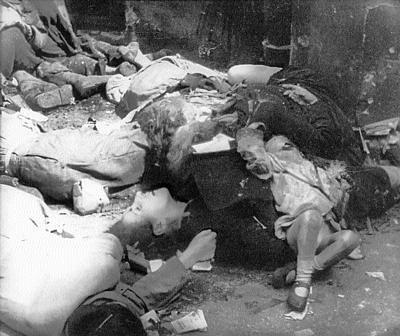
Según distintas fuentes entre 40 000 y 100 000 civiles y prisioneros de guerra polacos fueron asesinados por las tropas alemanas durante la represión del levantamiento de Varsovia, Matanza de Wola.

El 2 de octubre, el general Tadeusz Bór-Komorowski firmó la capitulación, que se aplicaba a todas las tropas polacas del Ejército Territorial, en el Cuartel General alemán, ante el general von dem Bach. De acuerdo con el documento, la Wehrmacht se comprometía a tratar a los sublevados de acuerdo con las Convenciones de Ginebra, además de respetar la vida de los civiles de Varsovia. La lucha fue tan intensa que el jefe de las SS, Heinrich Himmler, anotó el 21 de septiembre de 1944: «Una de las más mortíferas batallas desde el comienzo de la guerra, tan difícil como la lucha por Stalingrado». (No se refería a las cifras de bajas en Stalingrado, que hacen palidecer a las de Varsovia).
Al día siguiente, desmantelaron el Ejército Territorial. Unos 15 000 polacos fueron enviados en calidad de prisioneros de guerra a campos en Alemania. Entre 5000 y 6000 se escurrieron entre la población civil, con la esperanza de levantar al pueblo de nuevo en el futuro. De la población de Varsovia fue enviada de momento al campo Durchgangslager 121 en Pruszków, entre 350 000 y 550 000, de los cuales 90 000 fueron deportados luego a campos de trabajo en Alemania, 60 000 a campos de la muerte (en Ravensbruck, Auschwitz, Mauthausen, entre otros). El resto fue dispersado por el Gobierno General de Polonia.
Vaciada la ciudad, ingenieros alemanes iniciaron la demolición controlada de los edificios, siguiendo órdenes de Hitler: convertir Varsovia en un lago. Con explosivos y lanzallamas, arrasaron casa por casa y prestaron atención a los monumentos históricos, a los archivos nacionales y demás puntos de interés.
Semanas después de que el IV Cuerpo SS Panzer fuera retirado para participar en la batalla de Budapest, el Ejército Rojo cruzó el río con relativa facilidad y, aunque encontraron resistencia en lo que era la Universidad de Varsovia, acabaron con ella en una hora para hacerse de la ciudad en ruinas el 17 de enero de 1945.
Para entonces, el 85 % de los edificios habían sido derribados: 10 % con la invasión de Polonia en 1939; 15 % en el alzamiento del Gueto de Varsovia; 25 % durante el Alzamiento del '44, y 35 % por las tropas de ingenieros.
Fueron destruidos 10 455 edificios, así como 923 construcciones históricas (el 94 %); 25 iglesias; 14 bibliotecas incluyendo la Nacional; 81 escuelas primarias; 64 secundarias; la Universidad de Varsovia y la U. Politécnica de Varsovia. Cerca de un millón de personas perdieron sus propiedades. Las pérdidas se estiman en 40 000 millones de dólares estadounidenses de 1939. 
El gobierno de Varsovia calculó que las pérdidas en propiedad municipal se acercaban a los 45 billones de dólares estadounidenses de 2004, sin incluir las propiedades de civiles. El concejo municipal continúa solicitando una indemnización a Alemania. La reconstrucción se realizó con la ayuda de paisajes realizados por las escuelas de arte de los pintores italianos Bacciarelli y Canaletto siglos atrás.

## Controversia entre Polonia y Rusia
El 19 de septiembre de 2019, el Parlamento Europeo aprobó una resolución titulada Sobre la importancia de la memoria histórica europea para el futuro de Europa en la que, entre otras cosas, "pide que el 25 de mayo (aniversario de la ejecución por el gobierno comunista del capitán Witold Pilecki, héroe de Auschwitz) sea declarado Día internacional de los héroes de la lucha contra el totalitarismo".
El 17 de enero de 2020, el Ministerio de Defensa de Rusia desclasificó documentos relativos al Alzamiento de Varsovia así como las batallas en territorio polaco entre 1944 y 1945.
Ese día, el Ministerio de Exteriores de Polonia respondió con la declaración Liberation without Freedom: "Respetamos el sacrificio de sangre de los soldados en la lucha contra el nazismo pero, en 1945, el régimen de Stalin trajo terror, atrocidades y explotación económica. El Ejército Rojo liberó Varsovia de la ocupación nazi pero no significó libertad para Polonia".
El Instituto de la Memoria Nacional de Polonia consideró "parcial" aquella desclasificación y llamó a la Federación de Rusia a que, en una política de transparencia, desclasifique la totalidad de los documentos acerca de las decisiones del Ejército Rojo durante el Levantamiento de Varsovia.

## Galería

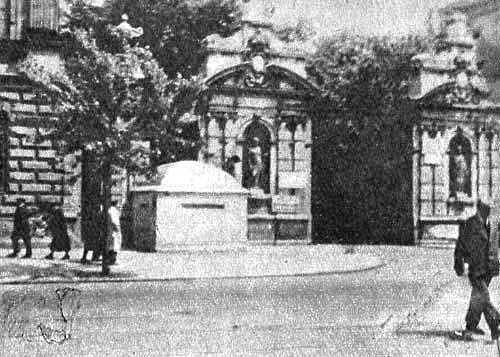
Búnker frente a la puerta de la Universidad de Varsovia convertido en base para la Wehrmacht visto desde la calle Krakowskie Przedmieście, julio de 1944
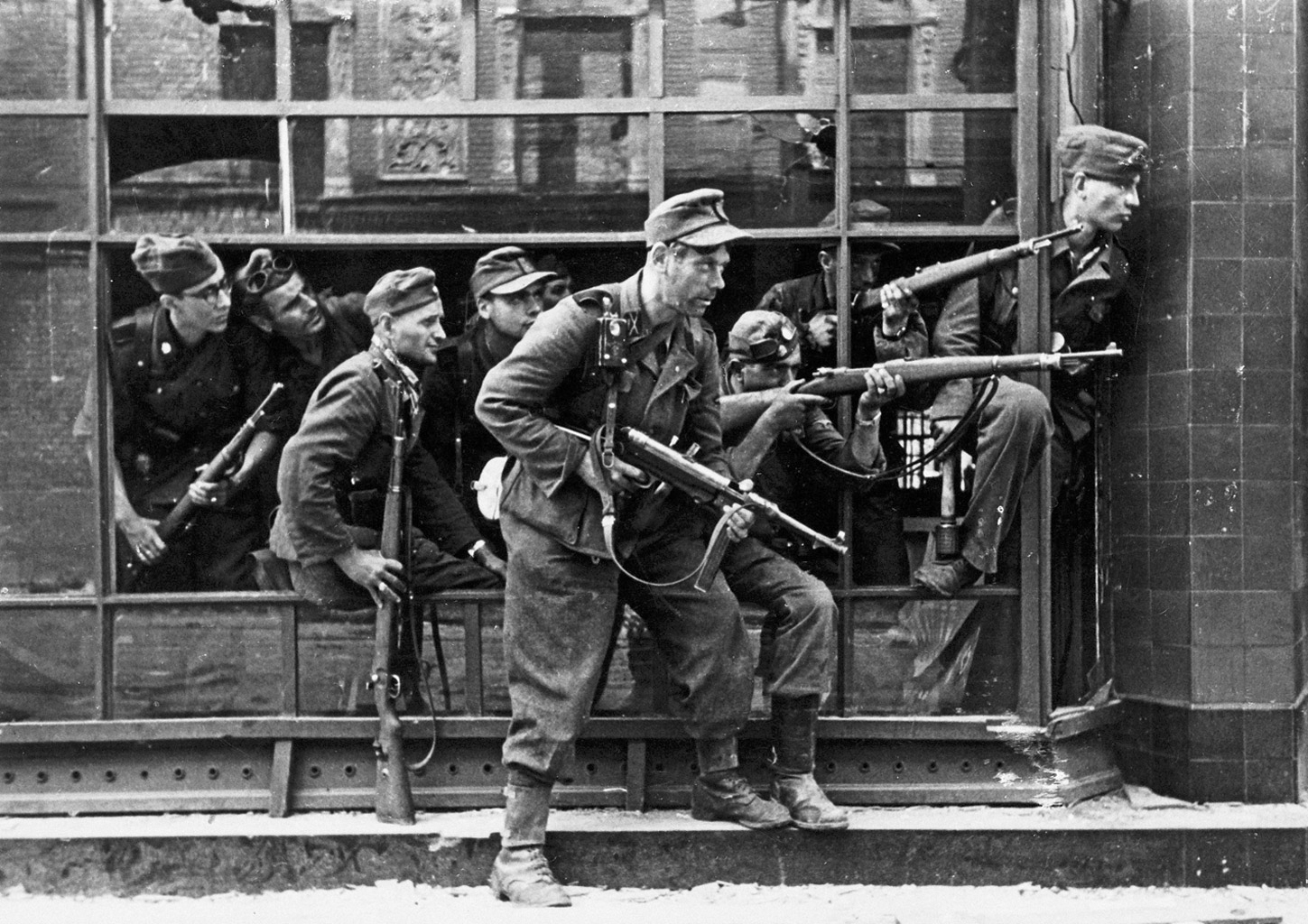
Miembros del SS-Sonderregiment Dirlewanger luchando en Varsovia, fotografiados en la ventana de una casa adosada en la calleFocha, agosto de 1944
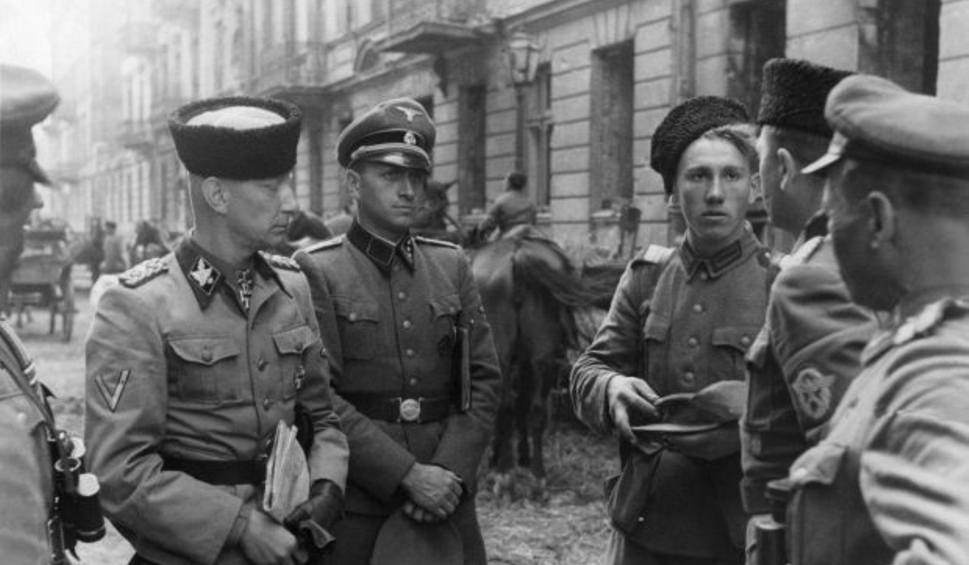
El SS - Gruppenführer alemán Heinz Reinefarth , el "Carnicero de Wola" (izquierda, con un tocado cosaco ) con Jakub Bondarenko, comandante del regimiento de infantería cosaca de Kuban, Levantamiento de Varsovia.
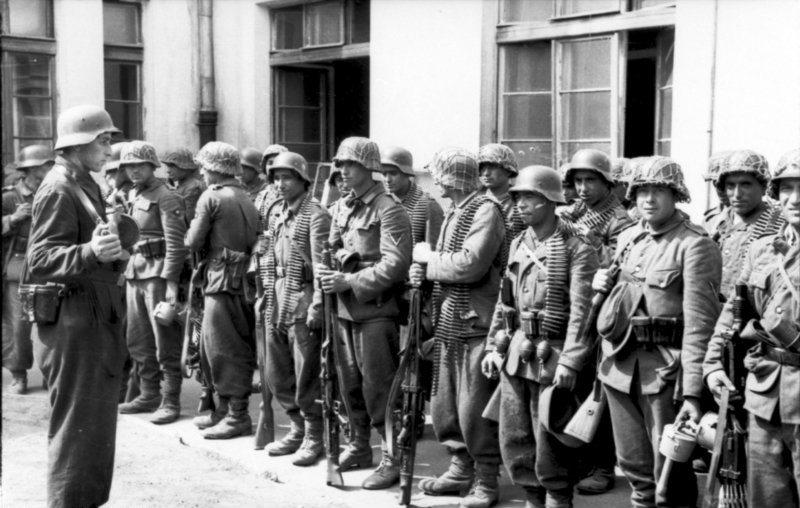
Formación de voluntarios de las SS de Azerbaiyán durante el Levantamiento de Varsovia; incluso las unidades colaboracionistas estaban bien armadas.
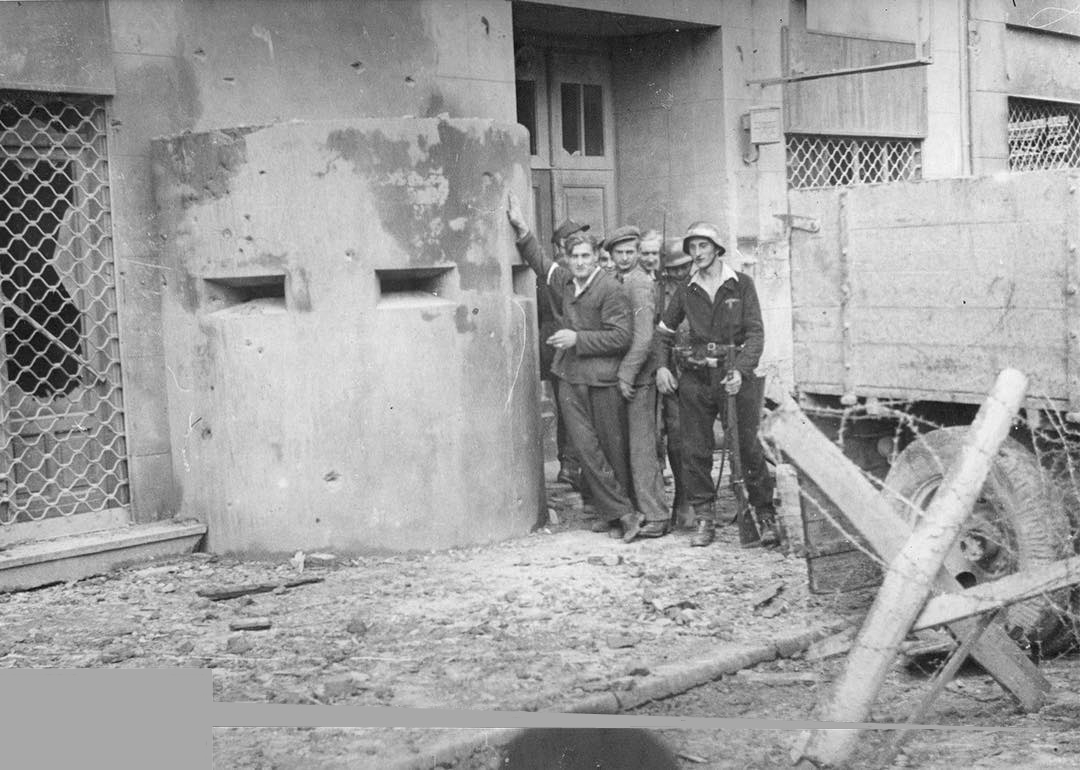
Combatientes de la resistencia del Batallón "Chrobry I" frente a la estación de policía alemana "Nordwache" en el cruce de las calles Chłodna y Żelazna, 3 de agosto de 1944; solo un rebelde tiene un arma.
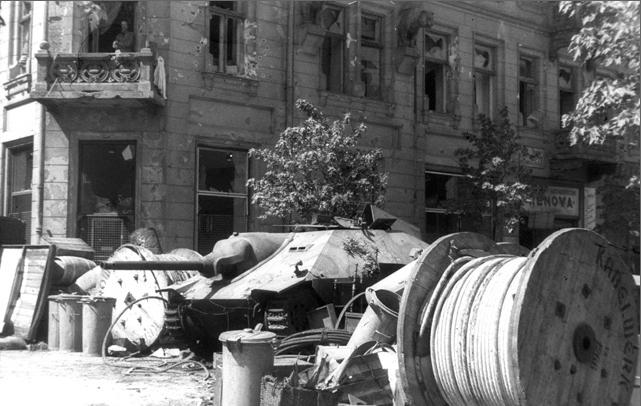
Barricada erigida en la Plaza de Napoleón. destructor de tanques Hetzer capturado . 3 de agosto de 1944.
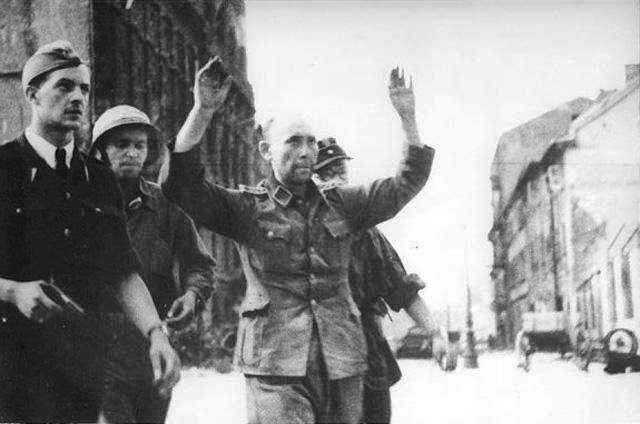
Uno de los prisioneros de guerra alemanes capturados durante los combates en el edificio PASADO ubicado en la calle Zielna, el 20 de agosto de 1944.
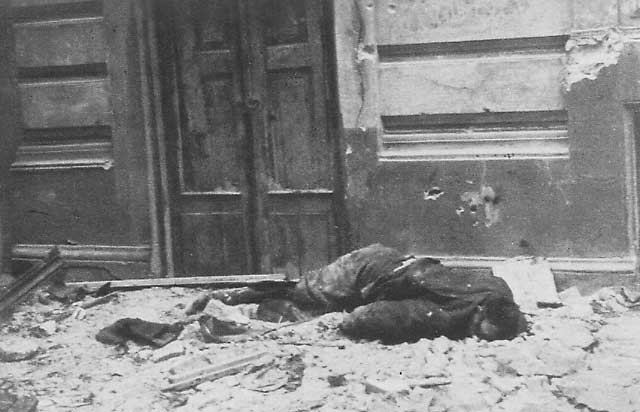
Soldado alemán asesinado por la resistencia durante el ataque al edificio Mała PAST. 23 de agosto de 1944.
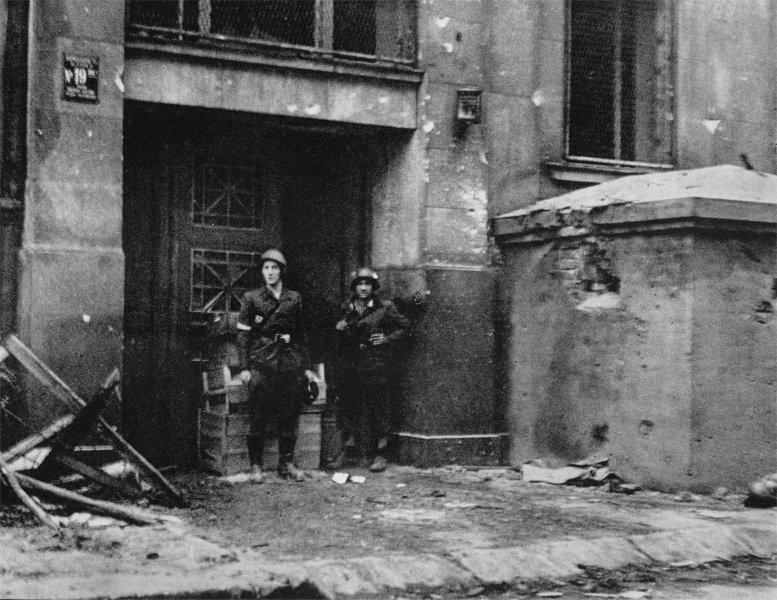
Soldados del Ejército Nacional del Batallón "Ruczaj" (después de un tiroteo por el edificio Mała PAST) toman fotografías en la entrada principal de la calle Piusa junto a un búnker, 24 de agosto de 1944.
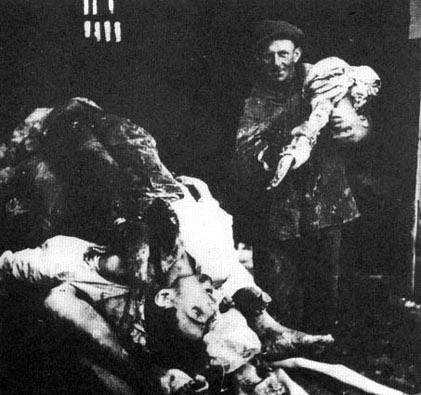
Víctimas polacas de la masacre de Wola quemadas por miembros de Verbrennungskommando.
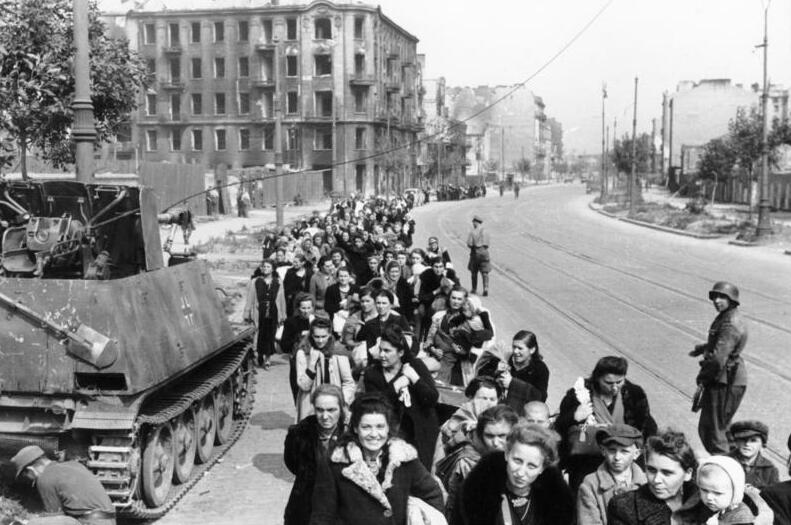
Gente de Wola abandonando la ciudad después del levantamiento.

## En el cine
- Kanał (1956), de Andrzej Wajda, fue la primera película sobre el Levantamiento de Varsovia, cuenta la historia de una compañía de soldados de la Armia Krajowa que escapa del ataque nazi a través de las alcantarillas. Es la segunda película de la trilogía de La guerra de Wajda, precedido por Generación y seguida de Cenizas y diamantes. Kanał obtuvo para Wajda el Premio Especial del Jurado en la edición de 1957 del Festival de Cannes.

- El pianista (2002), una de las más conocidas de Roman Polański, sitúa al protagonista Władysław Szpilman durante el Levantamiento del gueto de Varsovia y el Alzamiento de Varsovia, y muestra la consecuente destrucción sistemática de la ciudad.

- Miasto 44 (2014), traducido al español como "Ciudad 44" y dirigida por Jan Komasa, es una historia que enlaza amor, amistad y las ansias de aventura, a la par que muestra la brutalidad del levantamiento de Varsovia. Tuvo un gran éxito en Polonia.